# هاينرش مولر
هاينريش مولر (بالألمانية: Heinrich Müller)‏ (ولد في 28 أبريل 1900، تاريخ وفاته غير معروف، ولكن الأدلة تشير إلى تاريخ مايو 1945). كان مسؤولا في الشرطة الألمانية الجيستابو في في حقبة كل من جمهورية فايمار، وألمانيا النازية. أصبح رئيس الجستابو، الشرطة السرية لألمانيا النازية، وكان يشارك في التخطيط والتنفيذ للمحرقة. كان يعرف باسم «مولر الجستابو» للتمييز بينه وبين ضابط آخر في الاس اس هاينريش مولر. شوهد للمرة الاخيرة انه في قبو الفوهرر في برلين في 1 مايو، 1945 ويبقى هو المسؤول الأبرز في النظام النازي الذي لم يكن قد قبض عليه أو التأكد ان كان ميتا.

## النشأة
ولد في 28 أبريل، 1900 تحديدًا في مدينة ميونخ لأبوين كاثوليكيين، كان والده مسؤولا في الشرطة الريفية. حضر مولر في فولكسشوتشول وأكمل التدريب المهني كميكانيكي طائرات قبل اندلاع الحرب العالمية الأولى. وفي العام الأخير من الحرب خدم في القوات الجوية الألمانية القيصرية كطيار لوحدة اكتشاف المدفعيات، تم تقليده عدة مرات للشجاعة (بما في ذلك الصليب الحديدي من الدرجة الأولى والثانية، والطبقة العسكرية البافارية من الدرجة الثانية مع السيوف وشارة الطيارين البافاريين). بعد انتهاء الحرب، انضم إلى الشرطة البافارية عام 1919 كعامل مساعد.على الرغم من انه ليس عضوًا في الفرايكوربس لكن شارك في قمع الصعود الشيوعي في أوائل سنوات ما بعد الحرب.بعد أن شهد إطلاق النار على الرهائن من قبل «الجيش الأحمر» الثوري في ميونيخ خلال الجمهورية السوفيتية البافارية، فبعد هذا الحدث حصل على الكراهية للشيوعية مدى الحياة. خلال سنوات جمهورية فايمار، كان رئيسًا لقسم الشرطة السياسية في ميونخ، بعد أن صعد بسرعة من خلال الرتب بسبب جهوده الحماسية.

## سيرته معSS
تحت هذه الرعاية تعرف على العديد من أعضاء الحزب النازي بمن فيهم هاينريش هيملر وراينهارد هايدريش على الرغم من أن مولر في فترة فايمار كان يُنظر إليه عمومًا على أنه مؤيد لحزب الشعب البافاري (الذي كان يحكم بافاريا في ذاك الوقت). وفي 9 مارس 1933 أثناء الإنقلاب النازي الذي أدى للإطاحة بالحكومة البافارية والإطاحة برئيس وزرائها في ذلك الحين هاينريش هيلد، دعا مولر رؤسائه باستخدام القوة ضد هؤلاء النازيين، ومن المفارقات أن هذه الآراء ساعدت على صعود مولر لأنها ضمنت عدائية النازيين، بموجب هذا إعتمد مولر بشكل رئيسي على الرعاية من طرف راينهارد هايدريش والذي قدّر بدوره خبرة مولر ومهارته كشرطي كما انه كان على علم بماضي مولر.فور وصول النازيين للسلطة معرفة مولر للنشاطات الشيوعية باتت مطلوبة ونتيجة لذلك تمت ترقيته إلى شرطي نظام في مايو 1933، ومرة أخرى كمفتش جنائي في نوفمبر 1933.

## روابط خارجية
- هاينرش مولر على موقع الموسوعة البريطانية (الإنجليزية)
- هاينرش مولر على موقع مونزينجر (الألمانية)